# Оберстдорф
Оберстдорф (њем. Oberstdorf) град је у немачкој савезној држави Баварској. Једно је од 28 општинских средишта округа Обералгој.
Оберстдорф је скијашко средиште у области Алгој у Баварским Алпима. У Оберстдорфу се сваког 30. децембра одржава прва у чувеној серији турнеје четири скакаонице у скијашким скоковима.
У центру Оберстдорфа налази се црква чији висок врх служи као оријентир у кретању по граду. Врхови Небелхорн и Фелхорн дају драматични поглед на Алпе; до Небелхорна се може стићи великом жичаром. Оберстдорф је један од највиших трговачких градова у Немачкој.
Нешто ван града је изграђен модеран центар за уметничко клизање, који садржи три затворена клизалишта, од којих су нека отворена и за грађане, за рекреативно клизање.
Посетиоци се могу возити јединственим дијагоналним лифтом до врха скакаонице Хајни Клопфер.  У овом месту се налази најјужнија тачка Немачке.

## Географија
Град се налази на надморској висини од 813 метара. Површина општине износи 229,7 km². У самом граду је, према процени из 2010. године, живело 9.974 становника. Просечна густина становништва износи 43 становника/km². Посједује регионалну шифру (AGS) 9780133.

## Међународна сарадња
| Мјесто | Држава    | Врста сарадње | Од    |
| ------ | --------- | ------------- | ----- |
|        | Француска | партнерство   | 1970. |
| Извор  |           |               |       |